# Coniarthonia
Coniarthonia — рід грибів родини Arthoniaceae. Назва вперше опублікована 2001 року.

## Класифікація
До роду Coniarthonia відносять 11 видів:
- Coniarthonia aurata
- Coniarthonia eos
- Coniarthonia erythrocarpa
- Coniarthonia gregarina
- Coniarthonia haematodea
- Coniarthonia kermesina
- Coniarthonia megaspora
- Coniarthonia pulcherrima
- Coniarthonia pyrrhula
- Coniarthonia rosea
- Coniarthonia wilmsiana